# ثمیستا
ثمیستا اهل لامپساکوس (یونانی: Θεμίστη), همسر لئونتئوس، یکی از شاگردان اپیکور، در اوایل قرن سوم پیش از میلاد بود. اپیکور یکی از تنها مکاتب فلسفی بود که در آن زمانه به زنان اجازه حضور در جلسات خود را می‌داد. در همین دوره لئونشن، از دیگر زنان حاضر در میان شاگردان اپیکور بوده. ثمیستا و لئونتئوس نام فرزندشان را اپیکور گذاشته بودند.